# تکریت

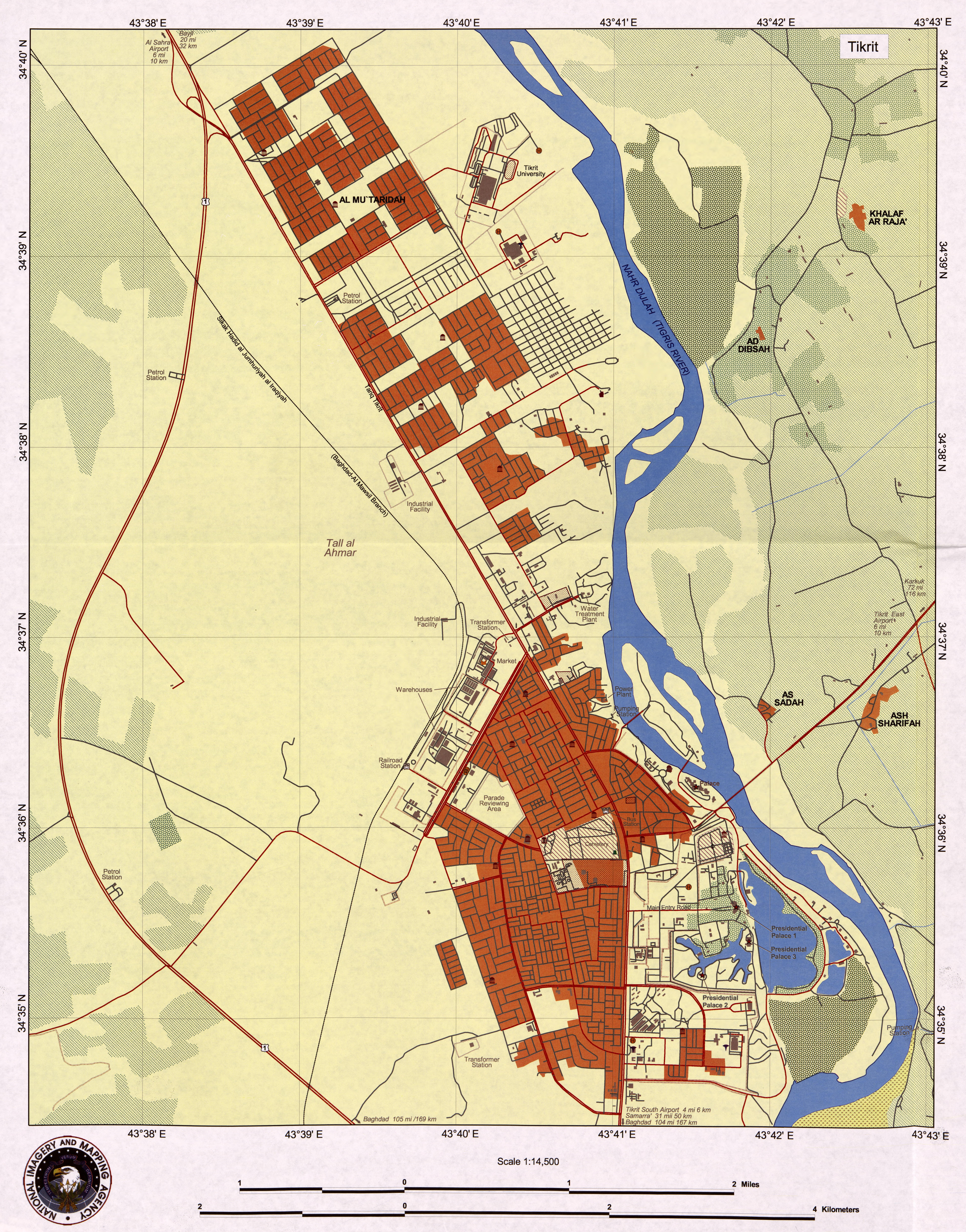
Tikrit c. 2000

تکریت (عربی: تکریت) نام شهری است در کشور عراق واقع در ۱۴۰ کیلومتری شمال غربی بغداد و بر کرانه رود دجله (۳۴٫۶۱° شمالی، ۴۳٫۶۸° شرقی).
تکریت مرکز استان صلاح‌الدین عراق است و جمعیت آن در سال ۲۰۰۲ در حدود ۲۶۰٬۰۰۰ نفر برآورد شده‌است.بیشتر جمعیت تكريت اعراب اهل سنت هستند .

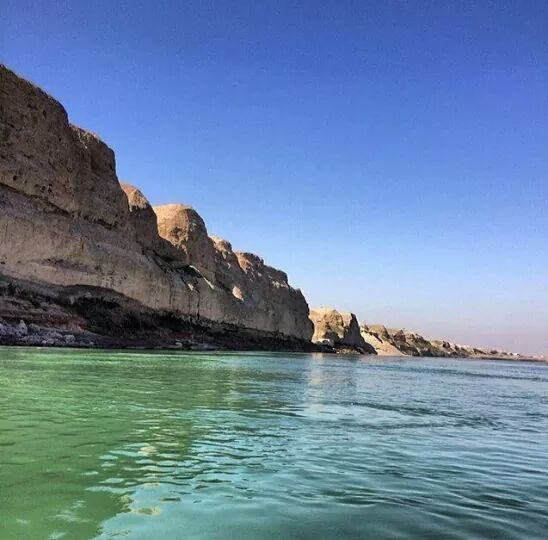
رودخانه دجله در تکریت

## پیشینه
نام تکریت، به عنوان تیگریس نخستین بار در «گزارش سقوط آشور» و به عنوان پناهگاهی برای نبوپلسر شاه بابِل در جریان حمله‌هایش به شهر آشور در ۶۱۵ پیش از میلاد ذکر شده‌است.
مقدسی گوید در این شهر پارچه‌های پشمی خوب به عمل می‌آورند و در حوالی آنجا کنجد فراوان می‌روید. حمدالله مستوفی نیز می‌گوید 《از تکریت خربزه نیکو باشد، گویند که در یک سال سه نوبت زرع کنند...》
تکریت را زادگاه صلاح‌الدین ایوبی، رهبر بزرگ کرد تبار مسلمانان علیه صلیبیون دانسته‌اند.
صدام حسین، رئیس‌جمهور پیشین عراق هم در همین شهر به دنیا آمده‌است.

## جنگ داخلی
در ۱۱ ژوئن ۲۰۱۴ در طی حمله به شمال عراق، داعش کنترل این شهر را در دست گرفت. ساعاتی پس از آن ارتش عراق حملاتی برای بازپس‌گیری شهر انجام داد که منجر به درگیری‌های شدیدی در شهر شد. در کشتار اسپایکر ۱۲ ژوئن ۲۰۱۴، حداقل ۱۵۶۶ نفر از افراد نیروی هوایی عراق در تکریت به قتل رسیدند. در ۳۱ مارس ۲۰۱۵ ارتش عراق توانست تکریت را از نیروهای داعش پس بگیرد. در آزادی تکریت نیروهای شبه نظامی شیعه نزدیک به ایران معروف به حشد الشعبی به همراه تعدادی از نیروهای ایرانی سپاه قدس نیز حضور داشتند.

## مردم
تکریت قبل از اسلام مرکز مسیحیان یعقوبی بود. نخستین بار در سال ۱۳ قمری پای مسلمانان به این شهر باز شد. در قرن هفتم قمری نیز هلاکو مسیحیان شهر را قتل‌عام کرد و کلیسای آنان را در اختیار مسلمانان گذاشت.
ابن حوقل در قرن چهارم نیز می‌گوید اکثریت اهالی تکریت مسیحی می‌باشند و صومعه‌ی بزرگی در آن شهر دارند.
امروزه اکثریت مردم شهر تکریت اعراب و اقلیتی نیز از کردها و ترکمان هستند، مردم تکریت مسلمان و از مذهب اهل سنت هستند.

## نگارخانه

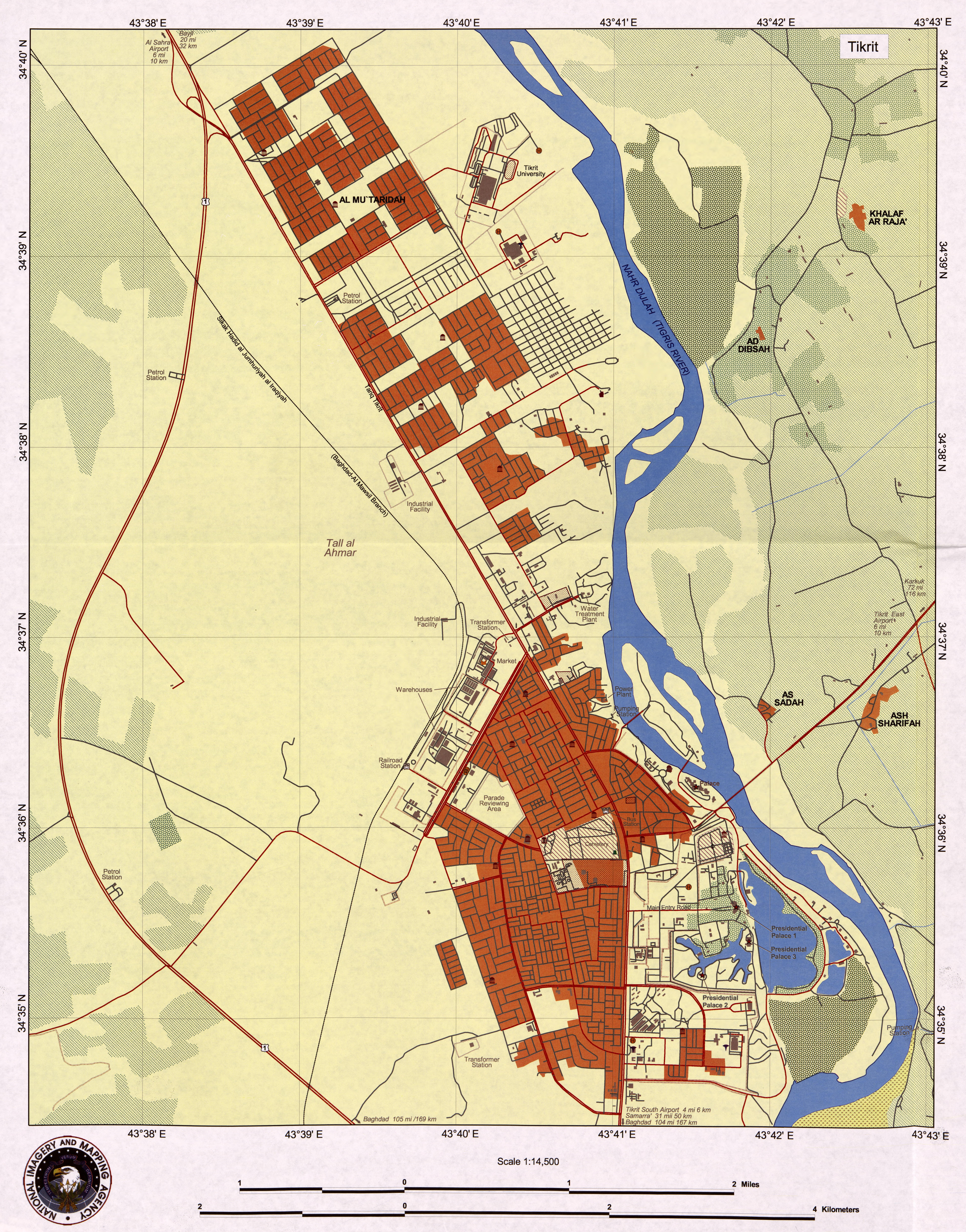